# Сагвамічаво
Сагвамічаво (груз. საღვამიჩავო) — село в Грузії.
За даними перепису населення 2014 року в селі проживає 285 особи.